# Expédition 65 (ISS)
Insigne de la mission
Équipage de l'expédition 65
Chronologie
Expédition 64  Expédition 66 
L'expédition 65 est le 65e roulement de l'équipage de l'ISS. Elle débute le 17 avril 2021, après le départ du Soyouz MS-17. Au début de la mission, la station est occupée par les équipages du Soyouz MS-18 et du SpaceX Crew-1. Ce dernier est remplacé par l'équipage du SpaceX Crew-2 lancé le 23 avril 2021. L'expédition prend fin le 17 octobre suivant avec le départ du Soyouz MS-18.

## Équipage
| Position           | Avril 2021                               | Avril - Novembre 2021                    |
| ------------------ | ---------------------------------------- | ---------------------------------------- |
| Commandant         | Shannon Walker, NASA 2e vol spatial      | Akihiko Hoshide, JAXA 3e vol spatial     |
| Ingénieur de vol 1 | Michael Hopkins, NASA 2e vol spatial     | Shane Kimbrough, NASA 3e vol spatial     |
| Ingénieur de vol 2 | Victor J. Glover, NASA 1er vol spatial   | Megan McArthur, NASA 2e vol spatial      |
| Ingénieur de vol 3 | Soichi Noguchi, JAXA 3e vol spatial      | Thomas Pesquet, ESA 2e vol spatial       |
| Ingénieur de vol 4 | Oleg Novitski, Roscosmos 3e vol spatial  | Oleg Novitski, Roscosmos 3e vol spatial  |
| Ingénieur de vol 5 | Piotr Doubrov, Roscosmos 1er vol spatial | Piotr Doubrov, Roscosmos 1er vol spatial |
| Ingénieur de vol 6 | Mark T. Vande Hei, NASA 2e vol spatial   | Mark T. Vande Hei, NASA 2e vol spatial   |

## Déroulement
L'expédition 65 se déroule au cours d'une période très chargée dans le calendrier de l'ISS, qui accueille deux missions Crew Dragon, ainsi que deux Soyouz.
La mission commence le 17 avril 2021, avec le départ du Soyouz MS-17 qui met fin à l'expédition 64. L'ISS abrite alors les quatre astronautes de SpaceX Crew-1, présents depuis novembre 2020, dont Shannon Walker qui assure pendant onze jours le commandement de l'ISS, ainsi que les trois astronautes de Soyouz MS-18 depuis le 9 avril précédent. Le 24 avril, arrive la mission SpaceX Crew-2 amenant quatre personnes qui remplacent les membres de SpaceX Crew-1 dont le départ de l'ISS a lieu le 2 mai. Akihiko Hoshide remplace Walker comme commandant de la station.
Trois sorties extravéhiculaires sont réalisées par Thomas Pesquet et Shane Kimbrough les 16, 20 et 25 juin depuis le segment orbital américain (USOS) de la station spatiale pour installer les deux premiers panneaux solaires enroulables iROSA, livrés par SpaceX CRS-22 le 3 juin. La sortie dans l'espace du 16 juin est émaillée d'incidents notamment lorsque la combinaison de Kimbrough rencontre un problème informatique, obligeant ce dernier à un retour dans le sas. Des problèmes techniques surgissent également lors du déploiement des panneaux solaires, ce qui entraîne l'interruption prématurée de la sortie, qui a duré 7 heures et 15 minutes. La troisième sortie le 25 juin permet de finaliser l'installation du deuxième panneau solaire.
Le 12 septembre, Pesquet effectue une nouvelle sortie (EVA 77) avec Hoshide d'une durée de 6 heures et 45 minutes afin de préparer l'installation de futurs panneaux solaires iROSA.
Enfin trois autres sorties dans l'espace sont réalisées par Oleg Novitski et Piotr Doubrov à partir du segment orbital russe (ROS). La première, d'une durée de 7 heures et 19 minutes, a lieu le 2 juin pour faciliter l'arrivée du module Nauka qui s'amarre avec la station le 29 juillet. Peu après, un démarrage intempestif des moteurs de Nauka provoque un déplacement de 45 degrés de la station hors de sa position. Les Russes corrigent ce problème en allumant brièvement les propulseurs du module Zvezda. Ils effectuent deux autres sorties les 3 et 9 septembre, d'une durée respective de 7 heures et 54 minutes et de 7 heures et 25 minutes, qui ont pour but de parachever l'installation du nouveau module et le préparer pour sa future connexion avec le nœud d'amarrage Pritchal, qui est programmé pour arriver au cours de l'expédition 66.
Le 4 octobre, Akihiko Hoshide transmet le commandement de l'ISS à Thomas Pesquet, qui devient le premier Français à exercer cette responsabilité.
Le Soyouz MS-19 s'amarre à la station le 5 octobre. L'équipage est formé du commandant Anton Chkaplerov, ainsi que du réalisateur Klim Chipenko et de l'actrice Ioulia Peressild, qui doivent tourner des scènes d'un film à bord de l'ISS.
L'expédition prend fin le 17 octobre avec le départ du Soyouz MS-18 qui ramène sur Terre Oleg Novitski, Klim Chipenko et Ioulia Peressild.

### Chronologie
| Date            | Événement                         |
| --------------- | --------------------------------- |
| 9 avril 2021    | Décollage du Soyouz MS-18         |
| 17 avril 2021   | Départ du Soyouz MS-17            |
| 24 avril 2021   | Arrivée du SpaceX Crew-2          |
| 2 mai 2021      | Retour sur Terre du SpaceX Crew-1 |
| 5 octobre 2021  | Arrivée du Soyouz MS-19           |
| 17 octobre 2021 | Retour sur Terre du Soyouz MS-18  |